# Sbarro Autobau
La Sbarro Autobau è un'autovettura sportiva realizzata da Franco Sbarro nel 2010.

## Sviluppo
La vettura venne realizzata per volere del pilota svizzero Fredy Lienhard, vincitore della 24 Ore di Daytona nel 2002. Fu presentata al salone automobilistico di Ginevra del 2010.

## Tecnica
L'ingresso nella vettura del pilota e del passeggero non avviene tramite sportelli ma con l'apertura dell'intera sezione superiore della vettura. Gli interni erano realizzati in alcantara rosso e metallo. Come propulsore impiegava un V12 Ferrari dalla potenza di 550 cv gestito da un cambio manuale a sei rapporti.